# Endurance (motorsport)
Endurance is een tak van de motorsport (wegrace) waarbij het vooral gaat om het uithoudingsvermogen van mens en machine en het snel sleutelen.
Endurancewedstrijden duren 6, 8 of 24 uur, in welke tijd een zo groot mogelijke afstand moet worden overbrugd.

## Ontstaan
Al vroeg in de geschiedenis van de auto/motorfiets werden deze getest in lange ritten om hun betrouwbaarheid vast te stellen. Een voorbeeld hiervan is de Scott-trial, waarin testrijders van het merk Scott hun motorfietsen testten. Hieruit ontstond de trialsport, de speedtrial en uiteindelijk de enduro. Deze laatste is eigenlijk de "onverharde" versie van de Endurance. Om een competitie tussen verschillende merken (én landen) op te zetten, werden vanaf het begin van de twintigste eeuw betrouwbaarheidsritten georganiseerd. Hierbij werden weliswaar grote afstanden afgelegd, maar een snelheidselement zat er niet in, of speelde in elk geval geen hoofdrol. Deze betrouwbaarheidsritten werden over grote afstanden en zelfs grensoverschrijdend verreden, waardoor publiek en pers grote moeite hadden het wedstrijdverloop te volgen. 
Op het Brooklands circuit in de omgeving van Byfleet werd in 1907 een gemengde 24-uurs auto- en motorrace georganiseerd. Deze werd, om de plaatselijke autoriteiten tegemoet te komen, in 2 manches van 12 uur opgedeeld, zodat er tussen 8 uur 's ochtends en 8 uur 's avonds gereden werd. Er moet echter bij duisternis zijn gereden, want er werden spoorweglantaarns langs de baan gezet om het gebeuren bij te lichten. Volgens sommige bronnen was het echter een "triple eight", een wedstrijd verdeeld in drie maal acht uren. De motorfietsen en auto's werden tussentijds opgeslagen in een parc fermé, zodat er niet gesleuteld kon worden. Waarschijnlijk werd het opdelen van de race gedaan vanwege de geluidshinder voor de omgeving, want Brooklands was ook de geboorteplaats van de eerste uitlaatdemper, die dan ook Brooklands can wordt genoemd. 
Overigens stapte men al snel af van het levensgevaarlijke concept van de gemengde races. Na de Tweede Wereldoorlog won het endurance-concept al snel aan populariteit, waardoor races ontstonden in Weerst (1951), Luik (1971, vanaf 1973 verplaatst naar Spa-Francorchamps), Montjuïc Park bij Barcelona (1957) en de Thruxton 500 mijls race, aanvankelijk (vanaf 1960) op Brands Hatch, maar later verplaatst naar Silverstone.

## Wedstrijdverloop
Meestal wordt de Le Mans start toegepast, waarbij de coureurs de baan moeten oversteken naar hun motorfiets/auto, deze moeten aanduwen/starten waarna de race begint. (De "Le Mans start" wordt tegenwoordig op Le mans niet meer toegepast omdat de start op deze manier gevaarlijker is dan een "normale" start.) Een goede/snelle start is soms uit tactisch oogpunt van belang, maar in het algemeen is het belangrijker om het materieel heel te houden en niet bij een ongeluk betrokken te raken.
Een endurancerace wordt door een team meestal met twee of drie rijders gereden. Wisselingen van rijders vinden plaats tijdens de pitstop waarbij ook vaak banden worden gewisseld en brandstof wordt aangevuld. Uitgebreide reparaties tijdens een pitstop hoeven niet te leiden tot een slechte klassering aan het eind van de race. In het verleden konden zelfs relatief "kansloze" deelnemers een redelijk resultaat halen door de langere duur van de wedstrijd. Tijdens hun rustperiodes slapen de coureurs tegenwoordig soms in de pit of in geluidsgeïsoleerde rustcabines. In het verleden was er een geïmproviseerde camping, waar in caravans of busjes werd geslapen. Ondanks de rust is met name een 24-uurs race een zware opgave, zeker tijdens de nachtelijke uren, en zeker als er een periode met regen tijdens de race is. 

## Enduranceraces voor auto's

### Andere voorbeelden
- 12 uur van Sebring
- 24 uur van Spa-Francorchamps
- 24 uur van de Nürburgring

In het verleden hoorden daarbij:
- Mille Miglia (vanaf 1927)
- Coppa Florio (vanaf 1900)
- Targa Florio (vanaf 1906)
- Carrera Panamericana (vanaf 1950)
- Parijs-Peking (vanaf 1907)

## Enduranceraces voor motoren

### Bol d'Or
De eerste Bol d'Or werd in 1922 verreden op het circuit van Vaujours, op initiatief van Eugène Mauve. Men mocht in die tijd maar één coureur per motor inschrijven en men mocht alleen stoppen om te tanken. Deze regel hield men aan tot in 1954. De Bol d'Or werd een aantal malen verplaatst: Van 1922 tot 1954 werd de wedstrijd verreden op het circuit van Vaujours, van 1971 tot 1977 in Le Mans, van 1978 tot 1999 op het Circuit Paul Ricard en van 2000 tot 2014 op Magny Cours. Sindsdien wordt deze race weer op het circuit van Paul Ricard vereden. Van 1960 tot 1969 werd de race niet verreden, wegens gebrek aan belangstelling van het publiek.

### 24 uur van Le Mans

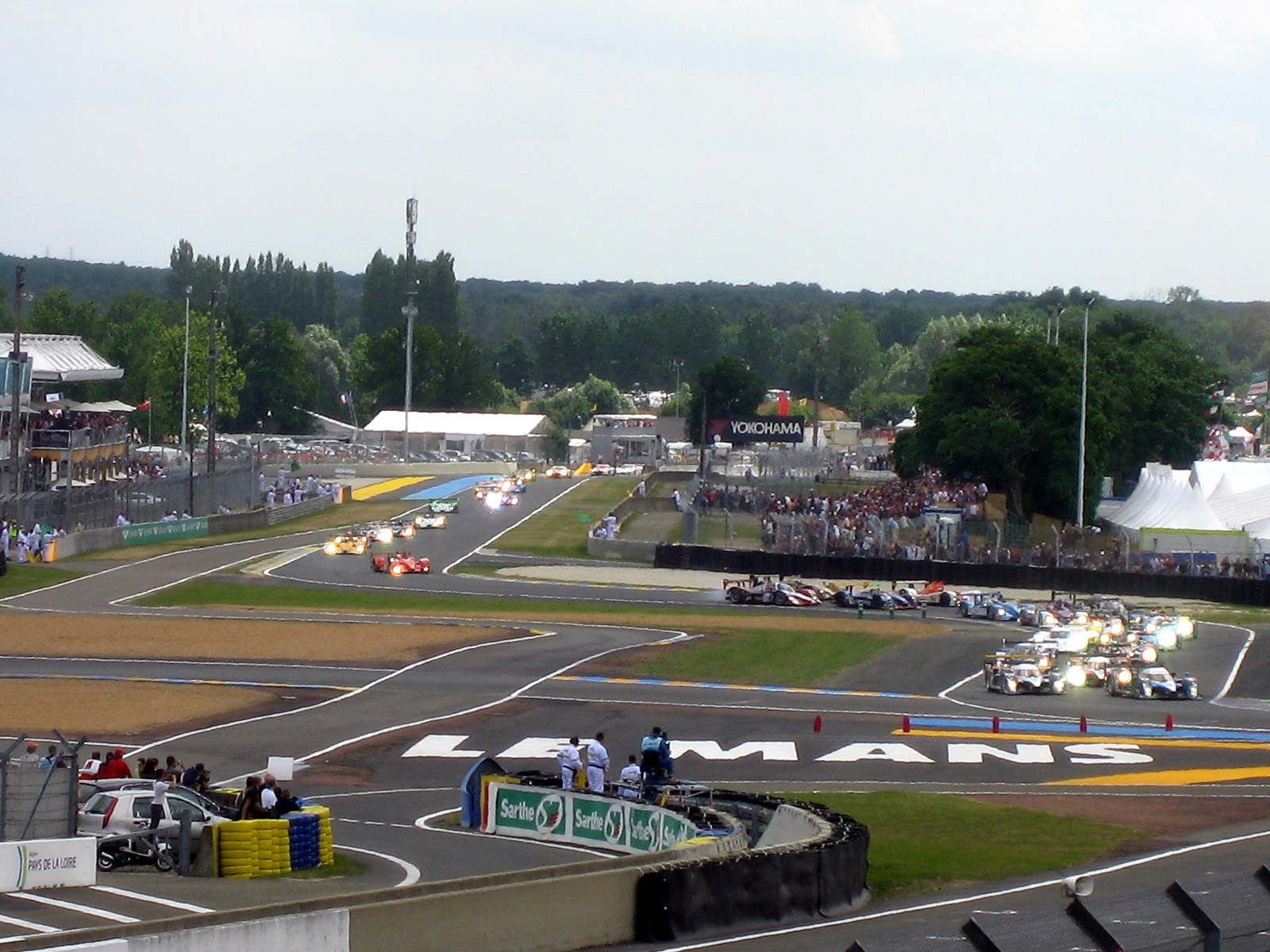
Rollende start tijdens de 24 uur van Le Mans, 2008

De 24 uur van Le Mans ontstond toen men de Bol d'Or na 1977 verplaatste van Le Mans naar het Circuit Paul Ricard. In Le Mans besloot men op dat moment een eigen endurancerace te organiseren. 

Lange tijd maakten lichte motorfietsen de dienst uit in de enduranceraces. In de jaren vijftig werd vaak deelgenomen met wegracemotoren, maar rond 1960 verloren de fabrikanten de interesse, mede omdat de oude Britse eencilinders de strijd niet langer aan konden gaan. Er volgde een periode waarin voornamelijk wegmotoren werden opgevoerd, opgeboord en omgebouwd tot lange afstandsracer en waarin zelfs lichte motorfietsen van Bultaco of de Honda CB 350 tot goede resultaten konden komen. In de jaren zeventig waren ook prototypes toegestaan, waardoor de endurance een broeinest werd van allerlei innovaties, zoals naaf- en fuseebesturing, onder het motorblok geplaatste brandstoftanks etc. Framebouwers zoals Nico Bakker, Bimota, Dresda, Martin, Egli, Paul Dunstall en Rickman Métisse experimenteerden men hun producten en testten ze in de enduranceraces. Tegenwoordig worden sportmotorfietsen zodanig gebouwd, dat ze (zonder verlichting) geschikt zijn voor Superbike races en mét verlichting kunnen worden ingezet in de endurance. 

### Internationale groei
In 1960 werd een soort toernooi opgezet, de FIM Endurance Cup, waarbij de beste resultaten van de Thruxton 500, Montjuïc, Warsage en de Bol d'Or meetelden. In de jaren zestig was de populariteit echter ernstig gedaald. De Britse eencilinder wegracers waren dermate verouderd dat ze het zelden 24 uur volhielden. Het was zelfs een uitgelezen kans voor de Spaanse motorindustrie om met lichte tweetakt fabrieks-prototypes de dienst uit te maken. Aan het einde van de jaren zestig, na de komst van de Honda CB 750, ingezet door privéteams, ontstond er weer meer interesse van de Europese fabrikanten om met hun Triumph Trident, Moto Guzzi V-7 Sport of Laverda 750 de handschoen op te nemen. In 1976 kreeg de sport nog meer status toen het European Endurance Championship werd opgestart, en in 1980 werd het zelfs een wereldkampioenschap. In de jaren zeventig kreeg de sport een extra impuls door de deelname van de Japanse merken Honda en Kawasaki. Deze fabrieksteams maakten lange tijd de dienst uit, Honda met hun RCB 1000 en Kawasaki vooral met de door Godier & Genoud geprepareerde machines. Laverda bouwde zelfs een speciale Endurance V-6, die echter slechts eenmaal (in 1977) deelnam en daarbij uitviel. Toch profiteerden alle fabrikanten, ook de Europese, van de kennis en ervaring die door de enduranceteams werden opgedaan.

### Endurance in Nederland
In Nederland is voornamelijk de 24 uur van Oss bekend, een race die op een levensgevaarlijk stratencircuit werd verreden. Maar ook op het circuit van Zandvoort werd een 6-uurs race verreden.